# オヴ・アラップ
サー・オヴ・アラップ（オーヴ・アラップ, Sir Ove Nyquist Arup, CBE, MICE, MIStructE　1895年4月16日 - 1988年2月5日）は、イギリスの構造家。デンマーク系イギリス人。エンジニアリング会社の大手アラップの創設者。

## 人物

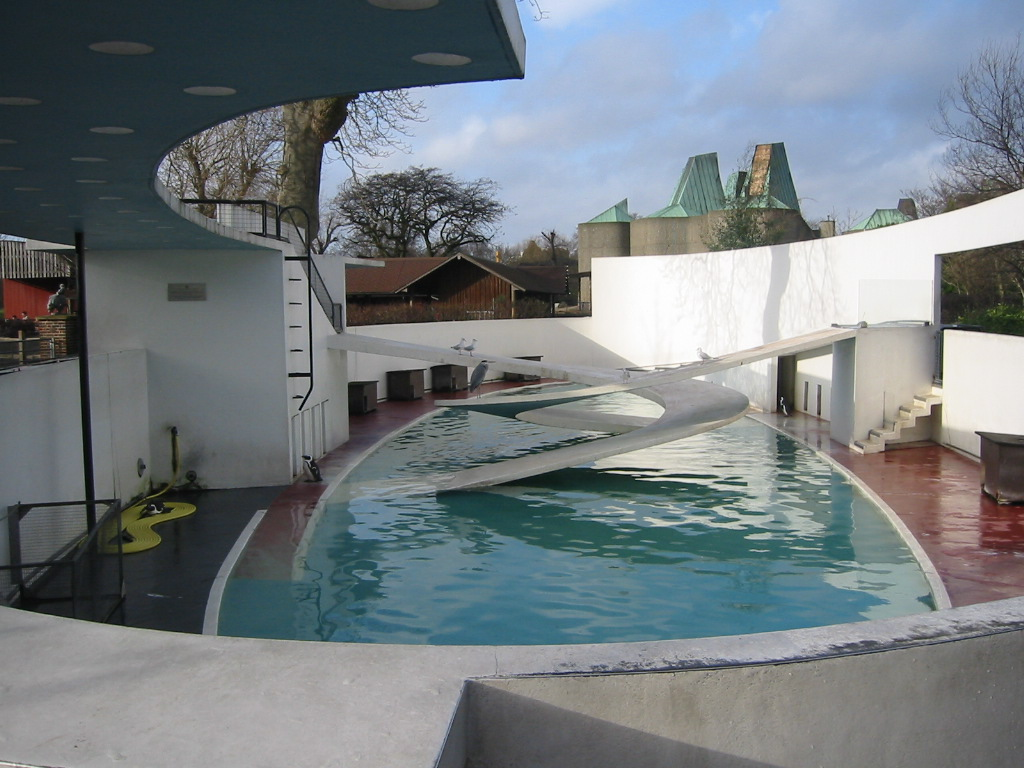
ロンドン動物園のペンギン・プール

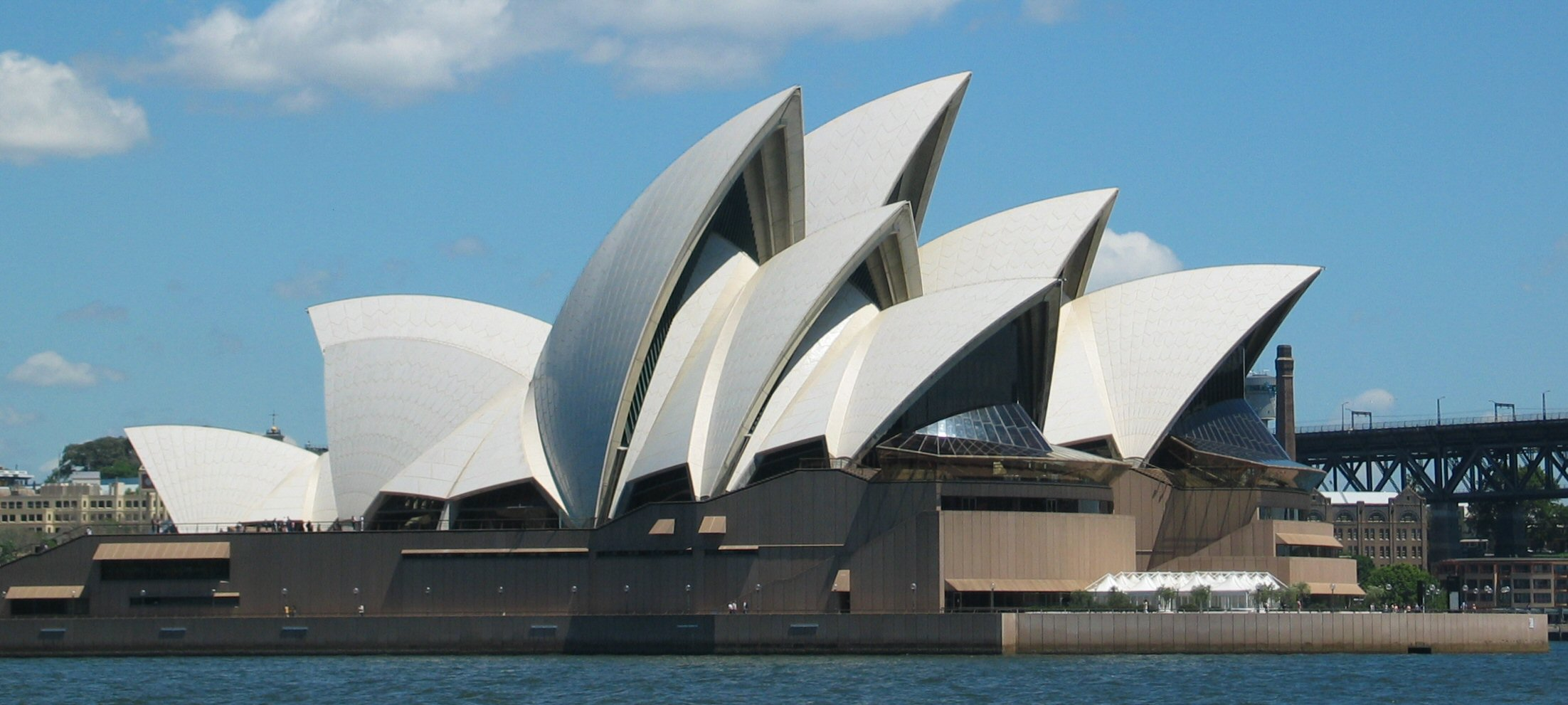
シドニー・オペラハウス

イギリスのニューカッスル・アポン・タインでデンマーク領事の子として生まれた。
1922年にコペンハーゲンの大学で工学の学士号を修得。この時、哲学も学ぶ。
その後、デンマーク工科大学で土木工学を専攻する。
卒業後、デンマークのクリスチアニ・アンド・ニールセン建設会社に就職。1925年、ロンドン支店配属。
最初、土木関係の仕事に従事するが、関心を次第に建築に移し、ロンドンでリューベトキンとハイポイントの設計を行なう。
ロンドン動物園のペンギン・プールとゴリラ館、フィンズバリー・ヘルスセンターでは、コンクリート構造の新しいアイデアを採用しコンクリート耐力壁の利用に先鞭をつけた。
戦前はそのほか集合住宅ハイポイントワン、戦中は防衛プロジェクトに尽力した。
彼独自の協同作業法は難解な構造問題解決への新鮮なアプローチとして受けとめられ、イギリス内外の一流の建築家との協同作業も多くなっている。シドニー・オペラハウス設計に際してのウッツォンとの仕事（1956－1973）などがその好例といえる。
1963年には、フィリップ・ドーソン、ロナルド・ホップスらを主要メンバーとする、建築家と工学技術者の連携組織、アラップ・アソシエイツ（Arup Associates）を結成する。多彩な専門家からなるこのチームの目的は、分裂した専門家の間に密接な協力関係を確立するところにあった。彼らの仕事には、ブラックネルのポイントロイヤル、ケンブリッジのコルブス・クリスティ・カレッジ、オックスフォードのソマーヴィルの建物、バーミンガム大学の鉱学・冶金学科研究所、ダックスフォードのチバ社の建物、そして、ウェルウインのスミス・クライン・アンド・フレンチ会社がある。アラップ・アソシエイツは現在では世界37カ国に拠点を置く構造・設計事務所アラップとなり、ポンピドゥー・センター、関西国際空港ターミナルビル、30セント・メリー・アクス、北京国家体育場など多くの建設プロジェクトの構造設計を手がけている。